# 狐狸草
狐狸草（学名：Myriactis wallichii）为菊科粘冠草属的植物。分布于印度、尼泊尔以及中国大陆的西藏、四川、云南、贵州等地，生长于海拔2,600米至3,600米的地区，一般生于山坡草地及林下，目前尚未由人工引种栽培。

## 异名
- Myriactis gmelinii (Fisch. et C. A. Meyer) DC.